# Sutera (género)
Sutera (género) é um género botânico pertencente à família Scrophulariaceae.